# Battaglia di Sjevjerodonec'k (2022)
La battaglia di Sjevjerodonec'k è stato uno scontro tra Russia e Ucraina iniziato il 5 marzo 2022 tra le forze armate ucraine da un lato e le forze armate della Federazione Russa insieme a quelle separatiste di Lugansk dall'altro. 
La città di Sjevjerodonec'k si trova nell'oblast' ucraino di Luhans'k. I combattimenti sono iniziati il 5 marzo 2022. Il 31 maggio, il sindaco ha affermato che le truppe russe e le milizie filo-russe della Repubblica Popolare di Lugansk sono entrate nella città dando inizio a una guerriglia urbana secondo la tattica di combattimento detta "casa per casa", uno schema già usato da molti militari russi nella Guerra civile siriana. Dopo aspri scontri in città, le truppe russe e le milizie filo-russe riuscirono a conquistare gran parte parte dell'abitato, mentre le truppe ucraine, tra cui molti miliziani del battaglione d'assalto Ajdar, si asserragliarono nello stabilimento chimico Azot e, insieme a loro anche centinaia di civili. Dopo ulteriori scontri le forze russe e le milizie filo-russe conquistarono tutta la città ad eccezione per l'appunto dello stabilimento chimico Azot e dei quartieri vicini, i quali diventarono il simbolo della resistenza ucraina in città.
Il 24 giugno 2022 le forze ucraine si sono ritirate lasciando la città ai russi, viste le ingenti perdite e la distruzione della città.

## Vittime
A Lysyčans'k fonti ucraine affermano che 150 civili sono stati uccisi a causa di bombardamenti russi. Il 27 maggio il sindaco di Sjevjerodonec'k ha dichiarato che più di 1500 civili sono stati uccisi dall'inizio dell'invasione.
I bombardamenti furono così pesanti che dal 30 maggio gli ufficiali ucraini non riuscirono a tenere la conta delle vittime.